# Горни Цибър
Го̀рни Цѝбър е село в Северозападна България. То се намира в община Вълчедръм, област Монтана.

## География
Намира се на брега на р. Дунав, на почти равни отстояния от гр. Лом и гр. Козлодуй.

## История
Селото е основано от власи и е оземлено на територия на вакъфски земи със специален ферман през 1812 г.

## Религии
Вероизповедание – Източноправославно християнство

## Културни и природни забележителности
В землището на селото попада част от защитена местност „Остров Цибър“.
Устието на р. Цибрица се отваря ветрилообразно, разсичайки хълмовете с денивелация от около 100 m. Богатото разнообразие на льосови, смолничави, алувиални пластове върху древен свлачищен масив с прохладно северно изложение, множество извори, естествени езерца, голяма в миналото акациева гора и всичко това от панорамния поглед на шосето над селцето правят незабравимо впечатление. Пролетните „черешови води“ на Дунава нерядко заливат хиляди декари от низината като оформят огромни естествени развъдници на дивия дунавски шаран, платиката и др.
Характерни са оформящите хребета проходи – унии (unii, на български се наричат „фунии“) – изкуствено прокопани римски пътища, свързващи преминаващия оттук римски път Via Danubia с брега на Дунав.
За източна граница на землището служи т.н. „Окоп“ – земно-насипно защитно укрепление, ориентирано север-юг от Дунава към с. Хайредин и нататък.
Познат от нашите учебници по история като „Аспарухов“ или 'Шишманов вал, той най-вероятно е част от защитна система на граничните средновековни области (още два успоредни вала при Лом и Кнежа, а така също и в Олтения; подобни при Кавакли и в Ямболско).
Преки сведения няма, но по-късните административни деления са съобразени все с тази граница.

## Редовни събития
Съборът на село Горни Цибър, който се провежда на 02.08. (св. пророк Илия по стар стил) всяка година.

## Други
Прилежащият бряг е предпочитано място за лятна почивка, и риболов сред тихи места и девствена природа, а на островите на Дунава (някои от тях резервати) се въдят редки птици и видове. Землището е включено в „Натура 2000“ заради орнитоложкото богатство (сива чапла, къдроглав пеликан, черен щъркел и много др.).
Много подходящо място за развитие на пчеларството – богата паша, водоизточници, постоянен лек бриз.
Фауната е богата и подходяща за лов – сърни, глигани, зайци, лисици, всякакви степни и водни птици (въздушен път за миграция на гъски и др.).
Землището е традиционен производител на зърнени култури.
Малко по-слаби хранителни показатели при пшеницата заради бедните на азот и минерали почви, но изключителни резултати при пролетниците. В полето – тънък плодоносен слой – 40 – 50 cm на места, почви леки (чернозем-смолница).
Терасите около селото са много подходящи за лозарство и
овощарство. В миналото над 2500 дка лозя, вкл. редките
вече фурминт (токайско), черен и бял влашки отел, резакия,
памид и др. Традиционен винарски край. Гроздето се разпуква
грубо и лежи цяла година с „майката“. В резултат се получава
тежко, богато на танини вино. Рядко се прави „самоток“ -
вино за отбрани гости и жени, ферментирало тихо, без
джибрите и многократно филтрирано (преточено). Ракията
обикновено е джиброва и силна до над 550

## Климат
Климатът е изразено континентален и степен, характерен със
сухо и много горещо лято и студена и люта зима. Най-приятен
сезон е късната пролет (април-май) или ранната есен.

## Легенди
Разпространена е легендата за Данила Разбойника (Danila Hotul) – влашкият Робин Худ, който нападал и обирал турската поща източно от селото, скривал златото в пещера под брега и преминавал от единия бряг на Дунава на другия. Тогава Дунава не е бил граница за власите и те свободно го преминавали със своите лодки „лунтрии“. Пещерата и имането все още не са открити.
Друга местна легенда говори за един цибърски рибар, уловил голям сом, който обърнал лодката му.
За да не го изпусне, рибарят го яхнал като кон улавяйки се за мустаците му като за поводи и леко-леко „на кормуване“ го докарал в плитчините в устието на Цибрица.
Селяните 3 дни яли сом, а от мустаците му направили въжета на всички волски кола и върви за цървулите на мъжете...

## Кухня
Традиционни ястия от Горни Цибър (Варош):
- Агне на фурна (с гъби, зелен лук и мащерка)
- Саламура от шаран
- Щука в сос от бяло вино, кълцан чесън и дафинов лист
- Осолена риба (веяна) риба на фурна (в кълцан чесън, ситно нарязан кромид и доматен сок)
- Пиле с гъби и сметана
- Домашен петел пълнен (на фурна)
- Наденица от свинско
- Качамак с яйца и сирене
- Костур на фурна
- Пълнен шаран
- Хайвер